# Ceratina politifrons
Ceratina politifrons är en biart som beskrevs av Cockerell 1937. Ceratina politifrons ingår i släktet märgbin, och familjen långtungebin. Inga underarter finns listade i Catalogue of Life.